# Ergasilus celestis
Ergasilus celestis är en kräftdjursart som beskrevs av J. F. Mueller 1937. Ergasilus celestis ingår i släktet Ergasilus och familjen Ergasilidae. Inga underarter finns listade i Catalogue of Life.